# Europäische Allianz für Freiheit
Die Europäische Allianz für Freiheit (EAF, englisch European Alliance for Freedom) war eine europäische politische Partei. Sie wurde im Herbst 2010 gegründet und im Februar 2011 vom Europaparlament anerkannt. Ihre Mitglieder werden meist als rechtskonservativ, rechtspopulistisch oder rechtsextrem eingestuft. Nach Aussage des ehemaligen Vorsitzenden Godfrey Bloom stimmten die Mitglieder nur in ihrer Europaskepsis überein, während man auf anderen politischen Gebieten unterschiedliche Ansichten habe. Im Gegensatz zu den meisten anderen Europaparteien waren die Mitglieder der EAF zumeist Einzelpersonen, nicht nationale Parteien. Die EAF stellte 2017 ihre Aktivität ein, nachdem die meisten ihrer Mitglieder zur Bewegung für ein Europa der Nationen und der Freiheit gewechselt waren.

## Geschichte
Die EAF wurde im Herbst 2010 gegründet. Hintergrund war einerseits die Ablehnung der Basis der UK Independence Party (UKIP), sich an einer europäischen Partei zu beteiligen und andererseits die Ablehnung der UKIP-Führung, in einer Fraktion mit aus UKIP-Sicht rechtsextremen Parteien wie der Freiheitlichen Partei Österreich (FPÖ) oder dem Vlaams Belang (VB) zusammenarbeiten. Daher verbündete sich der UKIP-Europaparlamentarier Godfrey Bloom mit fraktionslosen Europaparlamentariern wie Andreas Mölzer (FPÖ), Rolandas Paksas (Ordnung und Gerechtigkeit, Litauen) und Krisztina Morvai (ehemals Jobbik, Ungarn) sowie weiteren rechtsgerichteten Politikern in Europa und gründeten persönlich die EAF. Im Gegensatz zu den meisten anderen europäischen Parteien entstand die EAF damit nicht aus einer Fraktion heraus und ist zudem kein Zusammenschluss von nationalen Parteien.
2012 wurde die Vorsitzende des Front National, Marine Le Pen, in die Partei aufgenommen und zur stellvertretenden Vorsitzenden gewählt. Neuer Vorsitzender wurde Franz Obermayr. Im Vorfeld der Europawahl 2014 trat die EAF verstärkt in die Öffentlichkeit und gab als Ziel aus, im europäischen Parlament eine eigene Fraktion bilden zu können, wozu 25 Abgeordnete aus sieben Ländern benötigt werden würden. Als Kooperationspartner wurden dafür die Lega Nord, die Slowakische Nationalpartei (SNS) sowie die niederländische PVV von Geert Wilders präsentiert. Bei der Wahl konnten insbesondere die FN, aber auch die FPÖ, die PVV und die Lega Nord Sitze hinzugewinnen. Allerdings schaffte die SNS den Einzug in das Parlament nicht und die für die Fraktion eingeplanten Schwedendemokraten schlossen sich der UKIP-geführten EFDD-Fraktion bei. Mangels der notwendigen Mitglieder aus sieben Nationen konnte die Fraktion der EAF daher nach der Wahl nicht gebildet werden.
Anfang Oktober gründeten Front National, FPÖ und Lega Nord die Bewegung für ein Europa der Nationen und der Freiheit (Mouvement pour l’Europe des nations et des libertés, MENL), eine neue europäische politische Partei. Diese als traditioneller Parteienverbund organisierte europäische Partei sollte mittelfristig die EAF ablösen. Die EAF blieb aber weiterhin aktiv, seit Ende 2015 ohne Mitglieder von FPÖ, FN, VB und LN.
Die 2017 notwendige Registrierung der Partei bei der neu eingerichteten Behörde für europäische politische Parteien und Stiftungen verzichtete die EAF. Im Laufe des Jahres stellte die Partei die Arbeit ein.

## Organisation
Erster Präsident des Vorstands war 2010 Godfrey Bloom (damals UK Independence Party). Im November 2012 übernahm Franz Obermayr (FPÖ) das Amt. Ende 2016 ist Obermayr nicht mehr Mitglied der EAF, der letzte Präsident war öffentlich nicht bekannt.
Zwischen November 2012 und Ende 2014 waren Marine Le Pen (Front National) und Philip Claeys (Vlaams Belang) stellvertretende Vorsitzende. Generalsekretärin war seit Gründung die parteilose maltesische Politikerin Sharon Ellul-Bonici.

## Mitglieder
Bekannte Mitglieder waren Ende 2016:
- Lettland: Normunds Grostiņš (Rīcības partija, „Aktionspartei“)[17]
- Lettland: Serzants Karlis (ZZS)
- Schweden: Kent Ekeroth (Schwedendemokraten)[18][19]
- Deutschland: Jan Timke (Bürger in Wut)[18][19]
- Polen: Janusz Korwin-Mikke (MdEP)[18]
- Polen: Przemysław Wipler[18]
- Tschechien: Martin Lank (Úsvit)[19]
- Vereinigtes Königreich: Jane Collins (MdEP, UKIP)[20]
- Vereinigtes Königreich: Mike Hookem (MdEP, UKIP)[20]
- Malta: Anthony Agius Decelis (PL)[19]

Daneben hatte die EAF Mitglieder in Bulgarien, Kroatien, der Tschechischen Republik, Litauen und Malta.
Bekannte frühere Mitglieder waren:
| Land                   | Mitglieder | Partei                           | Anmerkung                                                                                           |
| ---------------------- | --- | -------------------------------- | --------------------------------------------------------------------------------------------------- |
| Belgien                | Philip Claeys (MdEP), Frank Vanhecke (MdEP) | Vlaams Belang                    | Vanhecke verließ im Juli 2011 den VB, der VB wechselte 2014 zur MENL.                               |
| Bulgarien              | Dimitar Kinow Stojanow (MdEP) | Parteilos                        | bis 2014                                                                                            |
| Österreich             | Andreas Mölzer (MdEP), Franz Obermayr (MdEP) | Freiheitliche Partei Österreichs | Mölzer 2014, Obermayr Ende 2016 zur MENL gewechselt                                                 |
| Schweden               | Kent Ekeroth (Nationaler Abgeordneter) | Schwedendemokraten               | Der Vorstand der SD distanzierte sich 2014 von der EAF und beteiligte sich an der Gründung der ADDE |
| Vereinigtes Königreich | Godfrey Bloom (MdEP) | UKIP/parteilos                   | wurde wegen EAF-Mitgliedschaft aus der UKIP ausgeschlossen                                          |
| Frankreich             | Marine Le Pen (MdEP) | Front National                   | ab Oktober 2011, 2014 zur MENL gewechselt                                                           |
| Deutschland            | Torsten Groß | Bürger in Wut                    | bis Anfang 2012                                                                                     |
| Litauen                | Rolandas Paksas (MdEP), Juozas Imbrasas (MdEP) | Ordnung und Gerechtigkeit        | 2011 zur Bewegung für ein Europa der Freiheit und der Demokratie (MELD) gewechselt                  |
| Polen                  | Michał Marusik (MdEP), Aleksander Grabczewski (Mitarbeiter von Janusz Korwin-Mikke), Robert Jarosław Iwaszkiewicz, Stanisław Żółtek (MdEP), Przemysław Wipler | KNP                              | Marusik zur MENL gewechselt, Iwaszkiewicz zur ADDE                                                  |
| Ungarn                 | Krisztina Morvai (MdEP) | parteilos                        | über die Liste der Jobbik ins Europaparlament gewählt, verließ im Juli 2011 die EAF                 |

Weitere Mitglieder kamen aus Bulgarien, Italien, Russland und Kroatien.

## Parteinahe Organisationen
Mit der European Foundation for Freedom bestand eine Parteienstiftung, die wie die EAF vom Europäischen Parlament finanziert wurde.
Der EAF stand die Jugendorganisation Young European Alliance for Hope (YEAH) nahe. Der YEAH gehören der Ring Freiheitlicher Jugend Österreich (Jugendorganisationen der FPÖ), die Front national de la jeunesse (FN) und der Vlaams Belang Jongeren (VB) an. Die Jugendorganisation der Schwedendemokraten SDU war an der Gründung beteiligt, trat aber auf der Druck der Mutterpartei 2014 aus der YEAH aus. YEAH ist seit spätestens 2016 nicht mehr aktiv.